# Mühlenberg Bettingen
Der Mühlenberg ist vermutlich der Rest einer mittelalterlichen Höhenburg vom Typus einer Turmhügelburg (Motte) bei Bettingen, einem Ortsteil von Schmelz im Landkreis Saarlouis im Saarland.
Urkundliche Belege für eine Burg in Bettingen (erstmals im 10. Jh. als Bettinga genannt) gibt es nicht, doch sprechen mehrere Indizien für die Existenz einer Burg auf dem Mühlenberg. Der beim Bau der Eisenbahnlinie teilweise abgetragene 6 m hohe Hügel ist zwar natürlichen Ursprungs, doch weist er Spuren von menschlicher Bearbeitung auf: Die Hänge sind gleichmäßig steil abfallend und die Kuppe wurde offenbar abgeflacht, um Raum für eine Bebauung zu schaffen. Robert Seyler fand bei einer Ortsbegehung auf der Hügelkuppe im Jahre 1959 zahlreiche, vermutlich mittelalterliche Mörtelbrocken, Schieferstücke von der Bedachung sowie Tierknochen. Auf der von der Abtragung beim Bahnbau unberührten Nordseite umzieht eine niedrige Geländestufe den Hügelfuß, ein Anzeichen für einen im Laufe der Zeit zugeschwemmten Graben.